# Dryophytes japonicus
La raganella giapponese (Dryophytes japonicus (Günther, 1859)) è una specie di rana del genere Dryophytes della famiglia degli Ilidi.

## Descrizione
La raganella giapponese è un piccolo anuro che presenta una lunghezza testa-corpo di 30–52 millimetri. Ha il diametro degli occhi maggiore di quello dei timpani. La parte superiore del corpo, generalmente verde, ha la pelle liscia, mentre la parte inferiore biancastra è finemente granulata. Lungo i fianchi corre una striscia longitudinale scura, che si scompone in macchie regolari e può essere parzialmente ridotta. Complessivamente somiglia molto alla raganella europea (Hyla arborea). Ciò vale anche per il dimorfismo sessuale, che riguarda praticamente solo la colorazione della gola: nei maschi questa è brunastra e rugosa – a causa del sacco vocale ivi situato – mentre nelle femmine è liscia e chiara. Diversamente da Hyla arborea, la raganella giapponese ha una macchia scura sul labbro superiore, sotto l'occhio, è priva della cosiddetta «ansa dorsale» e ha zampe posteriori relativamente corte.
Una femmina depone da 341 a 1448 uova all'anno. La covata è composta da singole o poche sfere di deposizione, ciascuna contenente da 5 a 100 uova. Il diametro delle uova è di 1,1–1,5 millimetri senza rivestimento gelatinoso e di 3,3–5,5 con quest'ultimo. Alla schiusa, i girini hanno una lunghezza totale di 4–5 millimetri. Quando inizia la metamorfosi, misurano 35–45 millimetri. Gli organi interni dei girini sono poco o per niente visibili attraverso l'addome. Immediatamente dopo essere arrivate a riva, le giovani rane hanno una lunghezza testa-corpo di 10–16 millimetri.

## Distribuzione e habitat
L'areale della raganella giapponese comprende il Giappone, la Corea, la Cina nord-orientale e centrale, il nord della Mongolia e l'Estremo Oriente russo fino a sud del lago Bajkal. In Russia, la specie è presente nel sud dell'isola di Sachalin, nel sud del territorio del Litorale e nelle valli dei fiumi Amur e Ussuri.
La raganella giapponese vive in specchi d'acqua piccoli e poco profondi. Per deporre le uova preferisce le pianure alluvionali e gli affluenti dei fiumi, poiché hanno una velocità di flusso bassa, ma dispongono di una quantità d'acqua sufficientemente grande a causa delle inondazioni. I girini, infatti, non sono in grado di nuotare contro forti correnti.

## Tassonomia
La sistematica della specie è stata poco studiata; si presume che esistano due o più sottospecie. In Russia è stata descritta Dryophytes japonicus ssp. stepheni Boulenger, 1887, che differisce dalla forma nominale per la parte inferiore delle zampe più corta. La validità della sottospecie Dryophytes japonicus ssp. ussuriensis, che per qualche tempo venne considerata una specie separata come Hyla ussuriensis, non ha potuto essere confermata. Anche la specie Hyla heinzsteinitzi, descritta a Gerusalemme, è risultata essere una popolazione di Dryophytes japonicus introdotta in Israele.